# Тонкава (Оклахома)
Тонкава (англ. Tonkawa) — місто (англ. city) в США, в окрузі Кей штату Оклахома. Населення — 3015 осіб (2020). Розташоване на березі річки Солт-Форк-Арканзас. Було засноване у березні 1894 переселенцями з Канзасу Елі Блейком та Віллі Грегорі.
Під час Другої світової війни у Тонкаві був розташований табір для німецьких військовополонених, який діяв з 30 серпня 1943 по 1 вересня 1945 року. Табір був розрахований на 3000 ув'язнених і 500 осіб охорони та персоналу.

## Географія
Тонкава розташована за координатами 36°41′32″ пн. ш. 97°18′2″ зх. д. / 36.69222° пн. ш. 97.30056° зх. д. (36.692101, -97.300676).  За даними Бюро перепису населення США в 2010 році місто мало площу 13,99 км², з яких 13,92 км² — суходіл та 0,07 км² — водойми.

## Демографія
Згідно з переписом 2010 року, у місті мешкало 3216 осіб у 1157 домогосподарствах у складі 748 родин. Густота населення становила 230 осіб/км².  Було 1346 помешкань (96/км²).
Расовий склад населення:
| - 82,3 % — білих - 9,1 % — корінних американців - 1,6 % — чорних або афроамериканців - 0,4 % — азіатів - 3,7 % — осіб інших рас |

До двох чи більше рас належало 3,0 %. Частка іспаномовних становила 8,6 % від усіх жителів.
За віковим діапазоном населення розподілялося таким чином: 25,2 % — особи молодші 18 років, 60,6 % — особи у віці 18—64 років, 14,2 % — особи у віці 65 років та старші. Медіана віку мешканця становила 32,5 року. На 100 осіб жіночої статі у місті припадало 100,5 чоловіків;  на 100 жінок у віці від 18 років та старших — 100,4 чоловіків також старших 18 років.
Середній дохід на одне домашнє господарство  становив 49 540 доларів США (медіана — 39 662), а середній дохід на одну сім'ю — 58 401 долар (медіана — 52 763). Медіана доходів становила 37 768 доларів для чоловіків та 28 534 долари для жінок. За межею бідності перебувало 18,7 % осіб, у тому числі 25,2 % дітей у віці до 18 років та 11,7 % осіб у віці 65 років та старших.
Цивільне працевлаштоване населення становило 1427 осіб. Основні галузі зайнятості: освіта, охорона здоров'я та соціальна допомога — 26,1 %, мистецтво, розваги та відпочинок — 14,2 %, роздрібна торгівля — 10,0 %, виробництво — 9,7 %.